# Гелешть (Молдова)
Гелешть (рум. Gălești) — село у Страшенському районі Молдови. Адміністративний центр однойменної комуни, до складу якої також входить село Гелештій-Ной.

## Населення
За даними перепису населення 2004 року у селі проживали 1776 осіб.
Національний склад населення села:
| Національність       | Кількість осіб | Відсоток   |
| -------------------- | -------------- | ---------- |
| молдавани румуни     | 1739 33        | 97,9% 1,9% |
| українці             | 2              | 0,1%       |
| болгари              | 1              | 0,1%       |
| інша / без відповіді | 1              | 0,1%       |
| Всього               | 1776           | 100%       |